# Giọng nói (phim truyền hình)
Giọng nói (tiếng Hàn: 보이스; Romaja: Boiseu; tiếng Anh: Voice) là một bộ phim truyền hình Hàn Quốc với sự tham gia của Lee Ha-na, Jang Hyuk (phần 1), Lee Jin-wook (phần 2-3), Song Seung-heon (phần 4). Bộ phim theo chân các thành viên của Trung tâm báo án 112 chiến đấu chống lại tội phạm qua các âm thanh mà họ nghe thấy. được phát sóng vào thứ bảy và chủ nhật hàng tuần trên OCN từ ngày 14 tháng 1 đến ngày 12 tháng 3 năm 2017.
Phần 2 và phần 3 của bộ phim lần lượt được sản xuất vào năm 2018 và 2019, phần 4 được sản xuất vào năm 2021. Loạt phim có sẵn để phát trực tuyến trên Netflix.

## Tổng quan về phim
| Mùa | Mùa | Số tập | Số tập | Phát sóng gốc       | Phát sóng gốc       | Phát sóng gốc |
| Mùa | Mùa | Số tập | Số tập | Phát sóng lần đầu   | Phát sóng lần cuối  | Network       |
| --- | --- | ------ | ------ | ------------------- | ------------------- | ------------- |
|     | 1   | 16     | 16     | 14 tháng 1 năm 2017 | 12 tháng 2 năm 2017 | OCN           |
|     | 2   | 12     | 12     | 11 tháng 8 năm 2018 | 16 tháng 9 năm 2018 | OCN           |
|     | 3   | 16     | 16     | 11 tháng 5 năm 2019 | 30 tháng 6 năm 2019 | OCN           |
|     | 4   | 14     | 14     | 18 tháng 6 năm 2021 | 31 tháng 7 năm 2021 | tvN           |

## Diễn viên

### Nhân vật chính

#### Phần 1
- Lee Ha-na vai Kang Kwon Joo, trưởng Trung tâm báo án 112 Sở cảnh sát Sungwoon
- Jang Hyuk vai Moo Jin Hyuk, tổ trưởng tổ hành động hiện trường Đội thời gian vàng Trung tâm báo án 112 Sở cảnh sát Sungwoon
- Kim Jae-wook vai Mo Tae Goo, Giám đốc điều hành của Sungwoon Express, con trai của Mo Gi Beom
  - Song Sung-han vai Mo Tae Goo lúc nhỏ

#### Phần 2
- Lee Ha-na vai Kang Kwon Joo, trưởng Trung tâm báo án 112 Sở cảnh sát Poongsan
- Lee Jin-wook trong vai Do Kang Woo, tổ trưởng tổ hành động hiện trường Đội thời gian vàng Trung tâm báo án 112 Sở cảnh sát Poongsan
- Kwon Yul vai Bang Je Soo [9]
  - Kim Tae-yong vai Bang Je Soo lúc nhỏ

#### Phần 3
- Lee Ha-na vai Kang Kwon Joo, trưởng Trung tâm báo án 112 Sở cảnh sát Poongsan
- Lee Jin-wook vai Do Kang Woo tổ trưởng tổ hành động hiện trường Đội thời gian vàng Trung tâm báo án 112 Sở cảnh sát
  - Bae Kang-yoo vai Do Kang Woo lúc nhỏ

#### Phần 4
- Lee Ha-na vai Kang Kwon Joo, trưởng Trung tâm báo án 112  
  - Choi Myeong-been vai Kang Kwon Joo lúc nhỏ
- Song Seung-heon vai Derek Jo (Jo Seung Ho), thanh tra từ cảnh sát Los Angeles, hợp tác với Đội thời gian vàng
  - Jung Hyeon-jun vai Jo Seung Ho lúc nhỏ[10]
- Lee Kyu-hyung vai Dong Bang Min 
  - Oh Han-gyeol vai Dong Bang Min lúc nhỏ

### Nhân vật phụ
Đội thời gian vàng của Trung tâm báo án 112 Sở cảnh sát Sungwoon
- Baek Sung-hyun vai Shim Dae Shik, cảnh sát và là cấp dưới thân thiết của Moo Jin Hyuk
- Yesung vai Oh Hyun Ho, chuyên viên công nghệ thông tin
- Son Eun-seo vai Park Eun Soo, chuyên viên ngôn ngữ
- Kwon Hyung-joong vai Chun Sang Pil
- Lee Ha-eun vai Roh Soo Jung
- Kook Ki-hoon vai Han Da Woon
- Gong Jae-won vai Kim Ki Ho
- Sung Chang-hoon vai Cho Sang Won
- Jo Ki-tae vai thành viên Đội thời gian vàng
- Seo Ji-won vai thành viên Đội thời gian vàng
- Lee Ji-hye vai thành viên Đội thời gian vàng
- Lee Yi-na vai thành viên Đội thời gian vàng
- Hyun Jung-cheol vai thành viên Đội thời gian vàng
- Lee Jung-won vai thành viên Đội thời gian vàng
- Lee Na-won vai thành viên Đội thời gian vàng

Cảnh sát
- Lee Hae-young vai Jang Kyung Hak, đội trưởng đội tội phạm bạo lực 1 Sở cảnh sát Sungwoon
- Jo Young-jin vai Bae Byung Gon, cảnh sát trưởng Sở cảnh sát Sungwoon
- Kim Joong-ki vai Park Joong Ki, cảnh sát đội tội phạm bạo lực 1 Sở cảnh sát Sungwoon
- Song Boo-gun vai Goo Gwang Soo, cảnh sát đội tội phạm bạo lực 1 Sở cảnh sát Sungwoon
- Baek Cheon-ki vai Kim Pyeong Joong, cảnh sát đội tội phạm bạo lực 1 Sở cảnh sát Sungwoon
- Kim Myeong-kuk vai Cha Myung Chul
- Seon Yool-woo vai cảnh sát
- Kim Ji-sung vai đội trưởng đội tội phạm bạo lực 2 Sở cảnh sát Sungwoon
- Park Hyo-joon vai cảnh sát (tập 1-2)
- Park Jin-soo vai cảnh sát (tập 10)
- Jang Joon-ho vai cảnh sát (tập 13)
- Park Yong vai cảnh sát (tập 13)
- Kim Kwang-hyun vai cảnh sát

Nhân vật liên quan đến Nam Sang Tae
- Kim Roe-ha vai Nam Sang Tae
  - Kim Jong-yoon vai Nam Sang Tae lúc nhỏ
- Kim Yong-woon vai Ji Choon Bae
- Ma Sung-min vai đàn em của Nam Sang Tae
- Ki Se-hyung vai đàn em của Nam Sang Tae
- Jung Mi-nam vai đàn em của Nam Sang Tae
- Lee Kwan-hoon vai Mokttagi
- Lee Kyu-seop vai người môi giới (tập 6)
- Kim Jong-ho vai người làm việc ở nhà nghỉ (tập 8)
- Jang Tae-min vai người đổi tiền vàng phi pháp (tập 11)
- Kwon Oh-jin vai cha của Nam Sang Tae (tập 13, 16)

Sungwun Express
- Lee Do-kyung vai Mo Gi Beom
- Lee Jae-won vai thư ký Kim
- Park No-shik vai Park Jong-woo
- Kim Gun-ho vai nhân viên (tập 14)
- Lee Ah-jin vai vợ của Mo Gi Beom (tập 15-16)

Quán Bar Fantasia
- Yoon Ji-min vai Jang Gyu Ah, chủ quán bar
- Jung Myung-joon vai luật sư
- Kang Ro-chae vai Soo Ji (tập 10)
- Jang Won-young vai Kwon Chang Tae, giám đốc Sở Quy hoạch đất đai
- Kang Moon-kyung vai Kim Joon Tae, bộ trưởng Bộ Quy hoạch đất đai
- Kang Sang-chul vai nhân viên an ninh

Vụ án giết người ở khu Eunhyung
- Oh Yeon-ah vai Heo Ji Hye, vợ của Moo Jin Hyuk
- Son Jong-hak vai Kang Kook Hwan, cảnh sát, cha của Kang Won Joo
- Hwang Sang-kyung vai Ko Dong Chul, quản lý hộp đêm ở Sungwoon, nghi phạm
- Hong Seo-jun vai công tố viên (tập 1)
- Lee Woo-shin vai thẩm phán (tập 1, 3)

Vụ án bắt cóc ở khu Eunhyung
- Jeon Soo-jin vai Park Bok Nim (tập 1-2)
- Kim Jun-bae vai Jo Kang Chun (tập 1-2), thủ phạm thực sự trong vụ giết người của khu Gojeong
- Hong Boo-hyang vai mẹ của Park Bok Nim (tập 2)

Vụ án lạm dụng và giết trẻ em ở khu Burim
- Bae Jung-hwa vai Oh Soo Jin (tập 2-3)
  - Cho Seo-yeon vai Oh Soo Jin lúc nhỏ (tập 3)
- Choi Seung-hoon vai Son Ah Ram, con trai của Oh Soo Jin (tập 2-3)
- Kwon Byung-gil vai Baek Sung Hak (tập 2-3), nhân viên bảo vệ khu biệt thự Dabok
- Kim Ji-an vai con gái của Oh Soo Jin (tập 2-3)

Vụ án bắt cóc tại hầm đậu xe ở khu Hongchang
- Han Bo-bae vai Park Eun Byul, em gái của Park Eun Soo (tập 4-6)
- Lee Joo-seung vai Hwang Kyung Il, giáo viên đeo kính (tập 4-6)
  - Jung Joon-won vai Hwang Kyung Il lúc nhỏ (tập 5-6)
- Jang Ga-hyeon vai mẹ của Hwang Kyung Il
- Han Sa-myung vai Min Ji Seok (tập 4-5)
- Kim Ji-hoon vai Woo Bong Gil, đồng phạm (tập 4-6)
- Han Yi-jin vai Ggaldaegi (tập 4-5)
- Jang Ga-hyun vai Kim Soo Ja (tập 5)
- Lee Kyu-bok vai Dochungi (tập 5)

Vụ án giết chủ nhà ở khu Surim
- Lee Yong-nyeo vai Park Bok Soon / Shim Choon Ok (tập 6-8)
- Yoon Kyung-ho vai Yoon Pil Bae (tập 6-8)
- Park Eun-young vai Park Mal Nyeon (tập 6)
- Shin Seung-hwan vai Shim Young Woon, em trai của Shim Choon Ok (tập 7-8)
- Choi Min-geum vai Shim Choon Ok (tập 7)
- Lee Jae-eun vai hàng xóm (tập 7)
- Lee Moo-nyoung vai bác sĩ (tập 7)
- Choi Ki-sub vai Chirashi, người cung cấp thông tin của Moo Jin Hyuk

Vụ án Club Fever bắt cóc ở khu Gwangchang
- Kim Yun-ah vai DJ (tập 9)
- Kim Hyung-kyu vai quản lý (tập 9)
- Kim Ho-young vai Yang Ho Sik (tập 9-10)

Vụ án cố gắng giết người tại bệnh viện
- Han Geu-rim vai y tá (tập 10)
- Hong Seung-jin vai Ghost (tập 10-11)
- Yoo Sang-jae vai nhân viên an ninh bệnh viện (tập 11)

Vụ án bắt cóc của Trung tâm phúc lợi Nakwon khu Bangha
- Hong Sung-duk vai Baek Jin Goo (tập 11-12)
- Jo Wan-ki vai Kim Kyu Hwan (tập 11-12)
- Yeo Mu-yeong vai Byun Sang An / Kang Hyun Pal, giám đốc Trung tâm phúc lợi Nakwon (tập 11-12)
- Lee Na-yoon vai Sae Bom (tập 11-12)
- Lee Sang-hong vai Choi Goo Sung (tập 11-12)
- Lee Tae-gum vai Yang Min Nam (tập 11-12)
- Lee Chae-kyung vai Do Mi Young, giám đốc bệnh viện (tập 12)
- Kim Nam-jin vai vợ của Baek Jin Goo (tập 12)

Vụ án tai nạn xe buýt 1020
- Park No-sik vai Park Jong Woo, tài xế xe buýt tốc hành Sungwoon
- Oh Cho-hee vai Na Jung Eun (tập 14-15)
- Min Jung-sup vai Jung Chul Ho (tập 14-15)
- Kim Hyun vai Im Mi Ho (tập 14-15)
- Kim Jun-hyuk vai con trai của Im Mi Ho

Khách mời đặc biệt
- Son Jong-hak vai Kang Kook Hwan, cảnh sát, cha của Kang Won Joo
- Jo Jae-yoon vai thành viên xã hội đen (tập 1)
- Lee Joon-hyuk vai quản lý hộp đêm (tập 1)
- Park Hyo-joon vai cảnh sát (tập 1-2)
- Kim Yun-ah vai DJ ở Club Fever (tập 9)
- Kim Hyung-kyu vai quản lý Club Fever (tập 9)
- Kim Kwon vai bác sĩ tâm thần ở bệnh viện tâm thần Sungwoon (tập 16)

Các diễn viên khác
- Lee Si-woo vai Moo Dong Woo, con trai của Moo Jin Hyuk
- Lee Joo-sil vai bà của Park Eun Soo, chủ quán ăn Byul
- Song Young-kyu vai Park Eun Cheol, công tố viên
- Carson Allen vai người phụ nữ lấy ví (tập 4)
- Kim Ik-tae vai bác sĩ pháp y (tập 4)
- Kim Sang-il vai điều tra viên pháp y (tập 8, 13)
- Shin Soo-oh vai Gong Cheol Han (tập 12-13)
- Park Jong-sang vai Shim Chang Soo (tập 14-15)
- Heo Sun-haeng vai bác sĩ (tập 15)
- Kim Hong-soo vai đạo diễn Pyo (tập 16)
- Jung Hyun-suk vai bác sĩ của Shim Dae Sik (tập 16)
- Park Gyung-soon vai y tá (tập 16)
- Kim Jong-ho vai chủ nhà nghỉ
- Kim Jae-cheol vai giám đốc công ty xe buýt
- Kim Kwang-hyun
- Hong Hee-won
- Seo Ho-chul
- Kim So-woon
- Lee Seon-goo
- Hong Hee-won
- Yoo Seong-cheol
- Lee Gyu-bok
- Choi Min-geum
- Yeo Ji-hoon
- Hwang Kyung-han
- Lee Kwang-hyun
- Han Joo-young
- Seo Ho-cheol
- Kwon Soon-jun
- Park Seo-bin
- Shin Jun-hang
- Lee Jun-seo
- Um Bo-young
- Han Seong-yong
- Jeong Yi-nam
- Kim Kyung-rok
- Kim Sang-il
- Yoo Byung-sun
- Lee Jae-won
- Seo Hye-bin
- Kim In-hee
- Han Geu-rim
- Jeong Myung-jun
- Lee Sang-hong
- Jang Tae-min
- Lee Tae-gyeom
- Kang Seong-cheol
- Lee Tae-gun
- Choi Nam-wook
- Shin Byung-soo
- Park Sang-yeon
- Kim Nam-jin
- Kim Hong-soo

Đội thời gian vàng của Trung tâm báo án 112
- Son Eun-seo vai Park Eun Soo, chuyên viên ngôn ngữ [11]
- Kim Woo-seok vai Jin Seo Yool, hacker thiên tài, chuyên viên công nghệ thông tin, điều tra viên thám tử máy tính
- Kim Joong-ki vai Park Joong Ki, cảnh sát Tổ hành động hiện trường
- Song Boo-gun vai Goo Gwang Soo, cảnh sát Tổ hành động hiện trường
- Kwon Hyuk-hyun vai Jeon Yong Sik
- Mi So-yun vai Ha Yi Sun
- Lee Soo-in vai Ha Kyung Hwa
- Kim Jin-a vai Song So Hee
- Na Seok-min vai thành viên Đội thời gian vàng
- Kwon Chan-min vai thành viên Đội thời gian vàng
- Kim Jong-ho vai thành viên Đội thời gian vàng (tập 2)
- Hong Da-yeon vai thành viên Đội thời gian vàng
- Kwon Jin-woo vai thành viên Đội thời gian vàng

Cảnh sát
- Yoo Seung-mok vai Na Hong Soo, thanh tra đội trưởng đội tội phạm bạo lực Sở cảnh sát Poongsan
- Kim Ki-nam vai Yang Choon Byung, cấp dưới của Na Hong Soo, cảnh sát đội tội phạm bạo lực Sở cảnh sát Poongsan
- Kim Hong-fa vai Eo Soo Yul, cảnh sát trưởng Sở cảnh sát Poongsan
- Cha Gun-woo vai cảnh sát trưởng Go
- Choi Jang-won vai cảnh sát
- Jung Dong-geun vai cảnh sát thuộc lực lượng đặc biệt (tập 1, 12)
- Jin Ga-min vai cảnh sát (tập 2)
- Park Sung-hoon vai cảnh sát (tập 6)
- Jang Joon-hyun vai cảnh sát (tập 7)
- Park Ji-ho vai cảnh sát (tập 7)
- Lee Soo-yong vai cảnh sát (tập 10)
- Ju Min-chan vai cảnh sát (tập 10)
- Seo Myung-chan vai sĩ quan cảnh sát (tập 11)
- Shin Hee-chul vai cảnh sát Kim (tập 11-12)
- Park Sin-un vai cảnh sát Park, cảnh sát ở cổng trước Sở cảnh sát Poongsan (tập 11-12)
- Jang Eui-don vai cảnh sát lực lượng đặc biệt (tập 12)
- Bang San vai cảnh sát
- Heo Ji-won vai Kwak Min Soo, cảnh sát, người phát triển chương trình xác định hướng di chuyển được sử dụng trong vụ bắt cóc và giết hại đội trưởng Jang Kyung Hak

Nhân vật liên quan đến Bang Je Soo
- Ko Dong-eop vai Lee Hyuk Jin, nhân viên bảo vệ chung cư nơi Bang Je Soo sống
- Kim Si-young vai Hwang Mal Soon, hàng xóm của Bang Je Soo
- Jeon Ik-ryung vai mẹ của Bang Je Soo
- Yoo Jae-ik vai No Suk Joong
- Ryu Ye-ri vai Heo Soo Ji
- Heo Ji-won vai Kwak Min Soo (tập 3-4)
- Ok Joo-ri vai hàng xóm của Bang Je Soo (tập 6, 9)
- Im Yu-ran vai hàng xóm của Bang Je Soo (tập 10-11)
- Lee Young-Suck vai Fujiyama Saburo, chú của Fujiyama Koichi và Fujiyama Miho (tập 11-12)

 Vụ án con tin ở tàu điện ngầm
- Yoon Byung-hee vai Kang Do Won
- Park Ok-chool vai con tin (tập 1)

 Vụ án giết người / bắt cóc có chủ đích
- Jung Na-jin vai Hwang Ki Hyuk, cha của Hwang Ji Wook và Hwang Hee Joo (tập 2-3)
- Jung Eun-kyung vai Oh Soon Im, mẹ của Hwang Ji Wook và Hwang Hee Joo (tập 2-3)
- Lee Joo-won vai Hwang Ji Wook, nạn nhân của vụ án bắt cóc trẻ em, em trai của Hwang Hee Joo (tập 2-3)
- Lee Yoo-mi vai Hwang Hee Joo, nạn nhân của vụ án tấn công tình dục trẻ em ở Kukki-dong 6 năm trước (tập 3)
- Yeon Je-wook vai Yeom Ki Tae, thủ phạm của vụ án tấn công tình dục trẻ em ở Kukki-dong 6 năm trước và vụ án bắt cóc trẻ em (tập 3)
- Kim So-sook vai người phụ nữ bán hàng ở chợ cá Poongsan (tập 2)
- Jang Joon-young vai phóng viên (tập 2)
- Kim Bi-bi vai người phụ nữ ở nhà thờ (tập 3)
- Jeon Su-yeon vai giáo viên mẫu giáo (tập 3)
- Kwak Na-yeon vai người phụ nữ bán bánh mì nướng (tập 3)
- Min Seo-young vai cô gái nói chuyện với Yeom Ki Tae

Vụ án cố ý tự tử
- Lee Kwang-se vai Kim Sang Goo, hàng xóm của Won Soon Hee (tập 4-5)
- Joo Min-ha vai An Hee Jin (tập 4-5)
- Jang Hee-jung vai Baek Mi Ja (tập 4-5)
- Jin Mo vai Geum Tak Wi, hung thủ cố gắng giết ông già sống một mình ở Oksan-dong (tập 4-5)
- Yun Woon-kyung vai Won Soon Hee, nạn nhân của vụ lừa đảo qua điện thoại (tập 4-5)
- Park Tae-sung vai Kang Jong Suk, con trai của Won Soon Hee (tập 5)
- Jang Haet-sal vai người phụ nữ lừa đảo qua điện thoại (tập 5)
- Geum Kwang-san vai kẻ lừa đảo (tập 5)
- Kim Joo-ah vai bác sĩ (tập 5)

Vụ án Vlogger bị tấn công
- Shin Yeon-mi vai Jung Han Byul (tập 6)
- Park Eun-seok vai David Go (tập 6-7)
- Lee Sang-yi vai Wangko (tập 6-7)
- Kim Chan-i vai Go Jin Soon, tài xế taxi (tập 6-7)
- Yoo Hye-in vai Jo Ah Jin (tập 7)
- Jo Ryun vai Park Seung Ja, dì của Jo Ah Jin (tập 7)
- Eun Hae-seong vai Kang Sol (tập 7)
- Baek Sang-hee vai nữ vlogger (tập 7)
- Shin Yeon-mi vai Jeong Han Byeol, người xem livesteam của David Go
- Nhóm nhạc D-Crunch vai nhóm nhạc thần tượng 'NT7' có Kang Sol và David Go là thành viên

Vụ án bắt cóc
- Jae Hee vai Son Ho Min, bạn trai cũ của Park Eun Seo, bác sĩ tâm lý nổi tiếng (tập 8, 9)
- Lee Jung Shin vai Lee Jae Il, mật danh là Cricket, chủ sở hữu Trung tâm mua sắm Poongsan (tập 8)
- Lee Hyun-joo vai Young Joo (tập 8)
- Lee Seung-joon vai Kim Bong Soo, nhân viên sửa thang máy (tập 8)
- Gil Ha-ra vai Kim Yi Seul, nạn nhân bạo lực hẹn hò do Son Ho Min gây ra (tập 9)
- Cha Min-jee vai Ko Ye Ji, nạn nhân bạo lực hẹn hò do Son Ho Min gây ra (tập 9)
- Kim Jong-goo vai cha của Son Ho Min (tập 9)
- Seo Gyung-hwa vai mẹ của Son Ho Min (tập 9)
- Joo Bo-young vai Jo Hye Sun nạn nhân bạo lực hẹn hò do Son Ho Min gây ra (tập 9)
- Lee Da-hae vai Jo Hee Sun, chị gái của Jo Hye Sun (tập 9)
- Kim Seung-jun vai vệ sĩ (tập 9)
- Lim Ho-jun vai nhân viên cấp cứu (tập 9)
- Kim Mi-hye vai nữ phóng viên (tập 9)
- Oh Seung-chan vai nam phóng viên (tập 9)
- Ryu Ye-ri vai Heo Su Ji, mật danh Tarantula

Vụ án đe dọa đánh bom
- Ha Soo-ho vai kẻ bắt con tin (tập 12)
- Jeon Geum-han vai chủ nhà trọ (tập 12)

Sự việc ngày 2 tháng 6 năm 1991 tại Osaka, Nhật Bản
- Kim Do-hye vai Fujiyama Miho
- Lee Bum-chan vai cha của Fujiyama Miho (tập 10)
- Kim Jin vai mẹ của Miho Fujiyama (tập 10)
- Hwang Man-ik vai Woo Hyun Sik / Futoshi Matsuda (tập 10-11)
- Bae Gang-yoo vai Woo Kang Woo / Kosuke Matsuda / Do Kang Woo lúc nhỏ (tập 10-11)
- Jo Yong-jin vai anh trai của Kosuke Matsuda (tập 10)

Xuất hiện đặc biệt
- Jang Hyuk vai Moo Jin Hyuk, cựu tổ trưởng tổ hành động hiện trường Đội thời gian vàng Trung tâm báo án 112
- Hong Kyung-in vai Noh Hyung Wook, cảnh sát, em trai cùng cha khác mẹ của Na Hong Soo
- Yoo Ah-jeong
- Choi Jeong-ah
- Kim Seo-kyung vai người giao hàng của nhà hàng Trung Quốc (tập 2)
- Lee Jung Shin vai Lee Jae Il, mật danh là Cricket, chủ sở hữu Trung tâm mua sắm Poongsan (tập 8)
- Jae Hee vai Son Ho Min, bạn trai cũ của Son Eun Seo, bác sĩ tâm lý nổi tiếng (tập 8, 9)

Các diễn viên khác
- An Se-ha vai Kwak Dok Ki, anh em thân thiết của Do Kang Woo
- Lee Hae-young vai Jang Kyung Hak, cựu đội trưởng đội tội phạm bạo lực 1, cựu tổ trưởng tổ hành động Đội thời gian vàng Trung tâm báo án 112 (tập 1-2)
- Jung Jin vai Jang Soo Bok, hung thủ của vụ án bắt cóc và giết hại đội trưởng Jang Kyung Hak (tập 1-2)
- So Hee-jung vai Moon Mi Sook, vợ của Jang Kyung Hak
- Kang Ae-shim vai bác sĩ cung cấp thuốc cho Do Kang Woo
- Joo Min-ha vai vợ của Park Joong-ki
- Kim Han-joon vai Ha Min Hyuk, công tố viên tại Văn phòng Công tố Quận Poongsan
- Yang Seung-geol vai đồn trưởng Park của đồn cảnh sát biển
- Jeong Dong-geun vai thành viên Đội Xử lý Vật liệu nổ (EOD)
- Ma Min-hee vai điều tra viên pháp y (tập 1)
- Kim Kyung-min vai điều tra viên pháp y (tập 1)
- Yoon Jong-goo vai Jung Han Soo, nhân chứng ở cảng Sokpo (tập 10)
- Myung Suk-geun vai bác sĩ (tập 11)
- Hwang Mi-young vai cô bạn hacker của Jin Seo Yool (tập 11)
- Min Dae-sik vai bác sĩ (tập 11)
- Oh Yoon-hong vai Choo Hye Jung (tập 11)
- Yoo Joon-ah vai phóng viên (tập 12)
- Kang Chung-hun vai phóng viên (tập 12)
- Kim Hyo-gyeong vai cô gái kêu cứu (giọng nói, tập 12)
- Hong Ru-hyun vai phóng viên
- Jang Ha-ran vai bác sĩ pháp y
- Kim Ik-tae vai tiến sĩ Sung
- Oh Yoon-hong vai Joo Hye Jung, tình nhân sống cùng nhà với Na Hong Soo
- Noh Hyung-wook vai Na Hyung Jun lúc trẻ
- Jeon Jeong-il vai con tin nam trung niên
- Kim Jong-ho vai Joo Center
- Jang Hyo-seok vai người lướt sóng
- Cha Geon-woo
- Yoon Dae-yeol
- Park Byung-wook
- Jang Do-hyeon
- Lee Ma-ru
- Uhm Tae-woo
- Ma Min-hee
- Kim Kyung-min
- Kim So-suk
- Seo Ga-young
- Do Hyun
- Kang Woon
- Choi Chan-sook
- Yong Kyung-bin
- Jeong Si-hyeon
- Park Ha-joon
- Park Si-jin
- Cho Yong-jin
- Kim Jin-ah
- Lee Seong-min
- Chae Jong-gyu
- Min Dae-sik
- Jang Jaehyuk
- Kang Choong-hoon
- Yoo Jun-ah
- Kim Ha-neul
- Lee Soo-yong
- Ji Yeon
- Jeon Geum-han
- Jang Eui-don
- Lee Da-jin
- Baek Seung-hee
- Um Tae-yoon
- Lee Min-woong

Đội thời gian vàng của Trung tâm báo án 112
- Son Eun-seo vai Park Eun Soo, chuyên viên ngôn ngữ, tổ trưởng tổ tiếp nhận báo án
- Kim Woo-seok vai Jin Seo Yool, 30 tuổi, hacker thiên tài, chuyên viên công nghệ thông tin, điều tra viên thám tử máy tính
- Kim Joong-ki vai Park Joong Ki, cảnh sát Tổ hành động hiện trường
- Song Boo-gun vai Goo Gwang Soo, cảnh sát Tổ hành động hiện trường
- Kim Ki-nam trong vai Yang Chun Byung, cảnh sát Tổ hành động hiện trường
- Lee Soo-in vai Ha Kyung Hwa
- Kim Pan-kyum vai Park Min Je
- Hong Yoon-jae vai Lee Jin Tae
- Lim Ye-eun vai nhân viên tổng đài
- Lee Chang-won

Cảnh sát
- Han Gap-soo vai Yoo Jae Cheon, Sở trưởng mới được bổ nhiệm của sở cảnh sát Poongsan
- Yoo Seung-mok vai Na Hong Soo, thanh tra trưởng Sở cảnh sát Poongsan
- Cha Gun-woo vai Uỷ viên Go
- Kim Jin-yeop vai Han Cho Rong
- Yoo Ji-hyuk vai cảnh sát Hwang
- Bang Suk-hyun vai cảnh sát điều tra
- Seon Yool-Woo vai cảnh sát điều tra
- Kim Sang-il vai điều tra viên pháp y
- Kim Jung-soo vai cảnh sát cấp cao
- Park Dong-ha vai Sakarai Ryoji, cảnh sát Nhật Bản
- Kim Lee-woo vai cảnh sát Osaka (tập 1)
- Woo Young-nam vai cảnh viên (tập 4)
- Song In-seob vai cảnh viên (tập 5)
- Park Jung-hoo vai cảnh viên (tập 7)
- Yoo Yong vai cảnh sát trạm kiểm soát (tập 13)

Nhân vật liên quan đến Do Kang Woo
- Jeong Tae-ya vai Jo Young Choon
- Kang Ae-shim vai bác sĩ
- Kim Young vai chủ nhà của Do Kang Woo (tập 2)
- Kang Han-saem vai nhân viên quán cà phê internet (tập 7)
- Jang Moon-gyu vai người bán xe cũ (tập 14)
- Choi Hwa-young vai chủ nhà của Do Kang Woo (tập 14)

Nhân vật liên quan đến Bang Je Soo
- An Se-ha vai Kwak Dok Ki (tập 2-3)
- Min Kyung-ok vai bệnh nhân (tập 2-3)
- Lee Min-woong	vai Go Soo Yong (tập 3, 6)
- Jun Joon-woo vai quản ngục (tập 4-5)
- Choi Yoon-bin vai nhân chứng cắm trại (tập 5)
- Jung Young-ki vai Jeong Seung Tae (tập 5)
- Kim Jin-goo vai chủ nhà trọ (tập 8)

Vụ án web Fabre
- Park Byung-eun vai Kaneki Masayuki / Woo Jong Woo, tên thật là Jo Yong Jin, người đấu giá trên Fabre, giáo sư và nhà hoạt động nhân quyền, chồng của Kaneki Yukiko, anh trai của Do Kang Woo
- Lee Yong-woo vai Fujiyama Koichi, anh trai của Fujiyama Miho
- Tae Hang-ho vai Jeon Chang Soo, cánh tay phải của Kaneki Masayuki
- Lee Young-Suck vai Fujiyama Saburo, chú của Fujiyama Koichi và Fujiyama Miho
- Yang Ye-seung vai Kaneki Yukiko
- Lim Byung-ki vai Nghị sĩ Makio Shoichi, cha của Kaneki Yukiko
- Jeon Hee-jin vai vệ sĩ của Nghị sĩ Makio Shoichi
- Ko Han-min vai trợ lý Lim Hyun Chan
- Yoo Byung-hoon vai đại lý bất động sản (tập 1)
- Kim Hyun-a vai người thu mua (tập 1)
- Song In-ho vai tiếp viên quán bar (tập 2)
- Lee Jun-hee vai luật sư của chủ tịch Oh Pil Soo (tập 11-12)
- Yoon Song-a vai Naomi Goto (tập 11-12)
- Choi Min-hyeok vai Kanekist (tập 11-12)
- Kim Moon-ho vai Jaegal Tae Suk (tập 12)
- Bae Ki-bum vai Choi Doo Cheol (tập 12)
- Kwon Ban-suk vai nhân viên phòng an ninh tòa nhà (tập 13)
- Choi Moon-kyoung vai phóng viên (tập 13, 15)
- Hwang Jae-yeol vai quản lý sòng bạc (tập 14)
- Kim Do-shin vai Yoon Jae Chun (tập 14)
- Bae Yu-ri vai nhân viên viện dưỡng lão (tập 14-15)
- Lee Young-sil	vai Lee Hwa Ja (tập 14-15)
  - Lim Ji-hyun vai Lee Hwa Ja lúc trẻ (tập 15)
- Kim Hye-na vai nhân viên Trung tâm Phúc lợi Osung (tập 16)
- Lee Min-woong vai Go Soo-yong, thành viên của Fabre

Vụ án giết người ở nhà nghỉ Ryokan
- Jeong Gi-seob vai Kenichi Suzuki / Kenichi Takahiro (tập 1-2)
- Jung Yi-seo vai Kwon Se Young, em họ của Jin Seo (tập 1-2)
- Kim Joo-ryung vai mẹ của Kwon Se Young (tập 1-2)
- Hong Seung-hee vai Jung Mi Hye, bạn của Kwon Se Young (tập 1-2)
- Yoo Sang-hoon vai kẻ lừa đảo (tập 1)
- Jung Jong-yul vai chủ nhà nghỉ Ryokan (tập 1-2)
- Lee Seo-joo vai con gái của chủ nhà nghỉ Ryokan (tập 1-2)
- Choi Yo-woon vai bà chủ nhà nghỉ Ryokan (tập 2)
- Lee Chae-min vai Yasumi Kobayashi (tập 2)
- Jeong Tae-ya vai Jo Young Chun, lãnh sự tại Lãnh sự quán Hàn Quốc ở Nhật Bản
- Yoo Byung-hoon

Vụ án cậu bé treo cổ
- Jo Hyun-im vai Jung Soo Ja (tập 3-4)
- Ham Sung-min vai Pyo Hyun Soo, bệnh nhân mắc hội chứng Asperger (tập 3-4)
- Kim Seung-wook vai Song Soo Chul (tập 3-4)
- Tak Teu-in vai Oh In Gyun (tập 3-4)
- Yoo Ji-yeon vai Pyo Eun Mi, mẹ của Pyo Hyun Soo (tập 3-4)
- Jeong Mi-kyung vai gười phụ nữ hàng xóm (tập 3-4)
- Kim Ji-sung vai Yeom Mi Jung (tập 4)
- Choi Da-young	vai y tá Park (tập 4)
- Oh Ki-hwan vai bác sĩ (tập 4)
- Kang Ji-woo vai Han Byul (tập 4)
- Lee Jae-soon vai Cho Mal Soon (tập 4)
- Song Chang-kyu vai tài xế say rượu (tập 4)
- Kim Si-eun vai bé gái mồ côi (tập 4)
- Shin Soo-hyeon vai phóng viên

Vụ án khủng bố trung tâm phụ nữ nhập cư
- Kim Sung-hoon	vai Na Kyung Hoon (tập 5)
- Carson Allen vai Tina (tập 5-6)
- Yannie Kim vai Tteuwi (tập 5-6)
- Park Myung-shin vai Cheon Yoon-Mi (tập 5-6)
- Park Young-bok vai người trong băng đảng (tập 5-6)
- Kim Min-joong vai người trong băng đảng (tập 5-6)
- Choi Gyo-sik vai No Pyung Joong (tập 6)
- Ji Sung-geun vai No Ma Joon (tập 6)

Vụ án hành hung trên đường
- Lee Seo-hwan vai Ko Seung Chul (tập 7)
- Kim Hyo-myung vai đồng nghiệp của Ko Seung Chul (tập 7)
- Choi Seung-yoon vai Oh Jin Sik, con của Oh Pil Soo (tập 7-8)
- Lee Han-ik vai bạn của Oh Jin Sik (tập 7-8)
- Woo Sang-jeon vai Im Chan-ik (tập 7-8)
- Park Seung-tae vai Song Sook Ja (tập 7-8)
- Jung Jong-woo vai nhân viên an ninh ở hộp đêm (tập 7-8)
- Park Jung-min vai quản lý Kim (tập 7-8)
- Yoo Il-han vai bồi bàn ở hộp đêm (tập 7-9)
- Shin Min-joo vai Chae Yu Ri (tập 8)
- Choi Hong-il vai Hwang Doo Sik (tập 8)
- Lee Gun-woo vai Hwang Hye Seong (tập 8)
- Park Jong-bo vai chủ nhà hàng (tập 8)
- Lee Sun-young vai y tá (tập 8)
- Kim Yong-wan vai Park Je Chul (tập 8, 12)
- Han Ki-joong vai Oh Pil Soo, chủ tịch tập đoàn Sung Jong

Vụ án tấn công tại phòng khám
- Lee Yeon-doo vai Baek Min Hee (tập 9-10)
- Bae Je-ki vai Choo Dong Goo (tập 9-10)
- Jo Eun-yoo vai Gong Se Mi (tập 9-10)
- Kim Yong-hee vai Hwang Jo Byung (tập 9-10)
- Bae Ho-geun vai No Koo Yeol (tập 10)
- Oh Jung-won vai bệnh nhân (tập 10)

Sự việc ngày 2 tháng 6 năm 1991 tại Osaka, Nhật Bản
- Bae Gang-yoo vai Woo Kang Woo / Kosuke Matsuda / Do Kang Woo lúc nhỏ
- Kim Do-hye vai Fujiyama Miho (tập 14-15)
- Lee Sang-min vai Fujiyama Koichi lúc nhỏ, anh trai của Fujiyama Miho (tập 15)
- Hwang Man-ik vai Woo Hyun Sik / Futoshi Matsuda (tập 15-16)
- Jo Yong-jin vai Woo Jong Woo / Kaneki Masayuki lúc nhỏ, anh trai của Woo Kang Woo (tập 15-16)

Xuất hiện đặc biệt
- Kwon Yul vai Bang Je Soo
- Lee Tae-ri vai Tomoyuki (tập 2)
- Heo Sung-tae vai người buôn bán ma túy (tập 2, 6)
- Kim Sung-ryung vai Gardness Lee, người phụ nữ chơi piano (tập 16)

Các diễn viên khác
- Kim Kyung-min vai bác sĩ (tập 1)
- Kwon Tae-jin vai bác sĩ vật lý trị liệu (tập 1)
- Yeo Woon-bok vai bác sĩ (tập 7)
- Yoon Ye-won vai phóng viên (tập 9, 13)
- Kim Ik-tae vai bác sĩ Sung (tập 11)
- Kim Han-joon vai Ha Min Hyuk, công tố viên tại Văn phòng Công tố Poongsan (tập 11)
- Kim Yong-jin vai phóng viên
- Lee Ji-won vai phóng viên
- Kim Jin-yeop vai Han Cho Rong, hacker mũ trắng
- Song Kyung-eui vai Seo Kang Suk, bác sĩ
- Jeon Ik-ryeong vai mẹ của Bang Je Soo
- Kim Myung-jin
- Oh Dong-min
- Do Young-woon
- Kim Ri-woo
- Gong Te-yu
- Kim Jun-hyung
- Jeon Hee-jin
- Kim Yong-jin
- Kang Jung-Yeon
- Kim Hyun-ah
- Jung Hyun-jin
- Seo Il-young
- Kim Kyung-min
- Kwon Tae-jin
- Yoon Hyuk-jin
- Kim Han
- Lee Ji-won
- Hwang Joo-ho
- Lee Doo-won
- Lee Seo-young
- Kim Ryeo-eun
- Im Ye-eun
- Hong Yoon-jae
- Kim Young-sun
- Choi Yo-woon
- Song In-ho
- Jeon Hye-young
- Jeong Ji-hye
- Lee Chae-min
- Kim Min-ho
- Kim Hye-ji
- Jeong Young-do
- Jo Hyun-lim
- Kim Dae-gon
- Jung Young-ki
- Kwon Yong-sik
- Park Gun-rak
- Gong Ho-seok
- Ok Joo-ri
- Yoo Ji-hyuk
- Kim Sang-il
- Park Seong-gyun
- Oh Jeong-won
- Ahn Jong-jin
- Kim Dae-gon
- Park Sung-kyun
- Hong Seong-min
- Ryu Sung
- Go Han-min
- Lee Jun-hee
- Kim Yong-wan
- Lee Yong-gyu
- Kang Pil-sun
- Kim Moon-ho
- Kwon Ban-seok
- Choi Jae-young
- Choi Moon-kyung
- Yoo Yong
- Gong Min-gyu
- Jo Won
- Jeon Hee-jin
- Kim Dong-hyun
- Kim Do-shin
- Kim Jeong-soo
- Jeong-yeon
- Kim Seung-wan
- Choi Hwa-young
- Jang Moon-gyu
- Kim Dong-gyu
- Hwang Jae-yeol
- Lee Kae-bae
- An Young-mi
- Bae Yu-ri
- Hwang Man-ik
- Lee Young-sil
- Lim Ji-young
- Lim Ji-hyun
- Yang Hyun-sun
- Kim Hye-na
- Yang Hyun-sun
- Song Kyung-hwa
- Jeong Jong-woo
- Lee Jin-kwon

Đội thời gian vàng của Trung tâm báo án 112
- Son Eun-seo vai Park Eun Soo, chuyên viên ngôn ngữ, Trung sĩ, tổ trưởng tổ tiếp nhận báo án
- Kang Seung-yoon vai Han Woo Joo, đặc vụ không gian mạng 4D
- Kim Joong-ki vai Park Joong Ki, thanh tra, tổ trưởng Tổ hành động hiện trường
- Song Boo-gun vai Goo Gwang Soo, thanh tra, cảnh sát Tổ hành động hiện trường
- Baek Sung-hyun vai Shim Dae Shik, bị giáng chức sau phần 1, trở lại Đội thời gian vàng
- Kwon Jae-hwan vai Cheon Sang Pil, thành viên trung tâm báo án 112 Đảo Vimo
- Yang Joo-ho vai Ko Won Ki, thành viên trung tâm báo án 112 Đảo Vimo
- Ok Su-boon vai Ok Su Boon, thành viên trung tâm báo án 112 Đảo Vimo
- Heo Hyeon-do vai Heo Hyeon Do, thành viên trung tâm báo án 112 Đảo Vimo
- Park Eun-hye vai thành viên trung tâm báo án 112 Đảo Vimo
- Jeon Ha-young vai thành viên trung tâm báo án 112 Đảo Vimo
- Jeong Heon-jae vai thành viên trung tâm báo án 112 Đảo Vimo
- Yoo Kyunghwan vai thành viên trung tâm báo án 112 Đảo Vimo

Cảnh sát
- Han Gab-soo vai Yoo Jae Chun, Uỷ viên Sở cảnh sát Poongsan
- Gil Hae-yeon vai Gam Jong Sook, Ủy viên Sở cảnh sát đảo Vimo
- Lee Eol vai Yang Bok Man, thanh tra đội hình sự Sở cảnh sát đảo Vimo
  - Kang Yoon vai Yang Bok Man lúc trẻ
- Han Jong-hoon vai Chad, cảnh sát Los Angeles, cấp dưới của Derek Jo
- Maurice Turner vai Nick Jackson, cảnh sát Los Angeles, cấp dưới của Derek Jo
- John D. Michaels vai Robert Brown, cảnh sát trưởng Los Angeles
- Hong Sang-pyo vai Bu Gwi Nam, cảnh sát đội hình sự Sở cảnh sát đảo Vimo
- Lee Woon-san vai cảnh sát đội hình sự Sở cảnh sát đảo Vimo
- Kim Hwi-yeol vai chú của Yang Bok Man
- Daniel Joey Albright vai Matt, cảnh sát Los Angeles
- Lee Dong-young vaicảnh viên Sở cảnh sát đảo Vimo (tập 6)
- Hwang Sung-ung vai cảnh viên Sở cảnh sát đảo Vimo (tập 13)
- Eun Yeong-il vai cảnh sát
- Kim Cheol-yun vai cảnh sát
- Lee Young-ji vai cảnh sát

Nhân vật liên quan đến Circus Man
- Ji Gun-woo vai Circus Man / Shim Young Seob
- Lee Ha-na vai Circus Man
- Kim Yoo-nam vai Circus Man / Eom Suk Gu
- Uhm Ji-sung vai Joo Bum Tae
- Moon Chang-gil vai ông nội của Joo Bum Tae
- Won Mi-won vai bà nội của Joo Bum Tae
- Cha Yoo-hyun vai Lee Hyun Min (tập 1)
- Baek Seung-chul vai Lee Jong Bak (tập 1)
- Oh Min-jung vai Gong Sook Hee (tập 1)
- Chae Won-bin vai Gong Soo Ji, con gái của Gong Cheon Sik
- Jo Yoo-jung vai người giám hộ của Gong Soo Ji (tập 4)
- Son Kyoung-won vai công tố viên Gong Cheon Sik (tập 6, 11)

Làng Sonang
- Jang Hang-seon vai Dong Bang Heon Yeop, trưởng làng
- Yoon Jin-seong vai Ko Yeon Yi, nữ pháp sư
- Kim Hak-sun vai Yeom Byung Chul, thuộc hạ của Dong Bang Heon Yeop
- Jeon Soo-ah vai Yang Mi Yeon, con gái của Yang Bok Man
- Lim Cheol-soo vai Jang Su Chul, con rể của Yang Bok Man
- Yeo Ji-min vai Seo Ha, con gái của Yang Mi Yeon
- Lee Jung-yeol	vai Kwak Man Taek
- Seol Jun-su vai con trai của Ko Yeon Yi
- Jin Yong-wook	vai dân làng
- Son In-yong vai dân làng
- Choi Hye-Sung	vai dân làng
- Kwak Ki-hoon	vai dân làng
- Kim Kyu-na vai bé gái trong làng (tập 8)
- Yoo Soon-woong vai dân làng (tập 14)

Vụ án ở rừng Mosim
- Woo Mi-hwa vai Jang Ye Sook, mẹ của Park Gyu Min (tập 2-3)
- Shin Yeon-woo vai Lee Ha Eun (tập 2-3)
- Choi Jae-seop vai Park Jong Beom, youtuber (tập 2-3)
- Kim Joong-hee vai Gu Up Jin (tập 2-3)
- Han Cheol-woo vai Ko Deok Hwan (tập 2-3)

Vụ án hải nữ
- Sung Byoung-sook vai Go Soon Rye (tập 4-5)
- Choi Ha-yoon vai Go Ga Eun, cháu gái của Go Soon Rye (tập 4-5)
- Choi Ji-yeon vai Gam Soon (tập 4-5)
- Kim Byung-soon vai Go Soo Dong, họ hàng của Go Soon Rye (tập 4)
- Kwon Hyuk vai Song Su Gil (tập 4-5)
- Kim Dae-heung	vai cảnh sát biển (tập 4)
- Cha Se-young vai Chae So Yoon (tập 4-5)
- Enrico Dennis	vai thành viên băng đảng buôn ma tuý Nga (tập 4-5)
- Jung Ye-bin vai cô gái chụp ảnh bằng điện thoại (tập 5)
- Koo Ji-hye vai cô gái chụp ảnh bằng điện thoại (tập 5)
- Choi Hee-jung vai cô gái chụp ảnh bằng điện thoại (tập 5)
- Kim Kang-il vai trùm băng đảng buôn ma tuý (tập 5)
- Park Jae-won vai thành viên băng đảng buôn ma tuý (tập 5)
- Kang Deuk-jong vai thành viên băng đảng buôn ma tuý
- Han Dam-hee vai Chae Soo-yoon, huấn luyện viên lặn

Vụ án bỏ rơi cha mẹ
- Jeon Moo-song vai Bul Sang Goo / Kang Seok Chun (tập 6, 7)
  - Ha Young-jin vai Kang Seok-chun lúc trẻ (tập 7)
- Jo Jae-ryong vai Kang Man Ho, con trai của Kang Seok Chun (tập 6, 7)
  - Kim Jung-chul vai Kang Man Ho lúc nhỏ (tập 7)
- Jeong Seon-cheol vai Kim Eok Man, đối tác kinh doanh của Kang Man Ho (tập 6)
- Jo Hyeon-woo vai Choi Gong Pil (tập 6, 7)
- Kwon Dong-ho vai Kim Gwang Geun, cấp dưới của Choi Gong Pil (tập 6, 7)
- Park Gwang-jae vai Park Dong Chul, cấp dưới của Choi Gong Pil (tập 7)
- Min Kyung-ok vai bà lão (tập 7)
- Lee Hyun-seo vai vợ của Kang Man Ho (tập 7)
- Park Hee-yeon vai vợ của Kang Seok Chun (tập 7)

Vụ án bắt cóc nữ sinh
- Kim Si-eun vai Kwon Saet Byul
- Kim Young-hoon vai Jang Hyo Joon, giáo viên chủ nhiệm của Kwon Saet Byul (tập 8-9)
- Jang Yeon-ik vai giáo viên (tập 8)
- Jeong Dae-ro vai Beom Tae Soo, youtuber (tập 8-9)
- Yoo Jong-yeon vai nhân viên nhà nghỉ Vimo Beach (tập 8)
- Shin Soo-hyun vai Min Hye Rin (tập 9)
- Yoo Sun-ho vai Kwon Chul Hwan, cha nuôi của Kwon Saet Byul (tập 9, 12)
- Yeon Bo-ra vai Lee Young Eun, mẹ nuôi của Kwon Saet Byul (tập 9)

Khách mời đặc biệt
- Kim Pub-lae vai đội trưởng Park Hyun, đội trưởng Đội điều tra thủ đô 1 Sở cảnh sát thủ đô Seoul
- Lee Joo-sil vai bà của Park Eun Soo, chủ quán ăn Byul (tập 2)
- Kim Woo-seok vai Jin Seo Yool (khách mời giọng nói)
- Kwon Yul vai Bang Je Soo (tập 14)

Các diễn viên khác
- Lee E-dam	vai Lisa Jo (Jo Seung A), em gái của Derek Jo
  - Park So-eul vai Jo Seung A lúc nhỏ
- Andreas Varsakopoulos vai Ricky Gonzalez (tập 1)
- Kim Eun-seok vai người từ thiện (tập 1)
- Kim Mi-ra vai bác sĩ pháp y của NFS (tập 2)
- Uhm Yoon-jung vai nhân viên sân bay (tập 2)
- Yook So-young vai mẹ của Jo Seung Ho và Jo Seung A (tập 7, 14)
- Han Ki-jang vai nhân viên 119 (tập 11)
- Jo Yoo-shin vai bác sĩ (tập 11)
- Kim Yoo-chan vai người ở nhà tạm trú Hami (tập 12)
- An Min-young vai nữ nhân viên tại nhà tạm trú Hami (tập 12)
- Hong Eui-joon vai Han So Young, bác sĩ tâm lý (tập 13)
- Yang So-min vai Ok Chae Young, luật sư của Dong Bang Min (tập 13)
- Park Kyung-geun vai giám đốc bệnh viện tâm thần vimo (tập 13)
- Ahn Do-kyu vai Hwang Mi Na, hành khách trên chuyến bay MD036 từ Seoul đến Vimo
- Lim Chul-soo vai Jang Soo Chul, hành khách trên chuyến bay MD036 từ Seoul đến Vimo
- Jason Meriodoc Ferguson vai cha dượng của Derek Jo và Lisa Jo
- Kim Eun-young vai Han Sol
- Ahn Do-gyu vai Hwang Mi Na, nhân viên phục vụ trên đảo
- Kim Hwi-yeol vai Goo Hyung Sik
- Hyun Seok-jun vai Kim Hae Chul
- Lee Hyun-soon vai Park Deok Ja, mẹ của Shim Young Seop
- Park Sang-hoo
- Kim Min-seok
- Shim Woo-sung
- Jang Tae-yang
- Kim Deok-joo
- Seo Ho-cheol
- Kim Chul-yoon
- Kang Woo-jung
- Kim Hyung-jin
- Hong Joo-won
- Na Young-woo
- Kang Shin-yeol
- Kim Seo-hyun
- Cha Yoo-hyeon
- Baek Seung-cheol
- Oh Min-jung
- Moon Jeong-dae
- Jang Hyun
- Lee In-soo
- Jin Seo
- Jin Woo-jin
- Park Won-seok
- Jung Soon-mi
- Kim Mi-ra
- Cha Yoo-hyeon
- Myung Jae-hwan
- Jang Han-eol
- Song Min-hyuk
- Yoo Seung-min
- Jang Yong-hyun
- Kang Yoon
- Kwon Hoo-kim
- Yook So-young
- Park Jae-won
- Park Joo-yong
- Jin Woo-jin
- Yoo Seong-gon
- Jo Yoo-jung
- Jeong Hye-kyung
- Jung Jae-woo
- Kwon Yong-deok
- Baek Beom-seok
- Lee Tae-geun
- Lee Eun-mi
- Kim Jin-mo
- Lee Hyun-seo
- Min Kyung-ok
- Ha Young-jin
- Park Hee-yeon
- Jang Yeon-ik
- Joo Joon-young
- Choi Yoo-chan
- Park Jong-min
- Park Gye-yoon
- Kim Sang-gyun
- Jeong Young-seop
- Han Gijang
- Jo Yu-shin
- Han Ri-chae
- Yoo Yong
- Yoon Eui-seok
- Choi Soo Yeon
- Kim Hee-won
- Go Ki-young
- Kim Yong-seok
- Kim Il-woo
- Bae Chang-ho
- Lee Young-sook
- Yoo Soon-woong
- Baek Kyu-na
- Lee In-soo

## Quá trình sản xuất
Ngày 2 tháng 11 năm 2017, đài OCN đã xác nhận sản xuất phần 2. Ngày 17 tháng 4 năm 2018, Lee Ha-na xác nhận sẽ đảm nhận vai nữ chính và Lee Jin-wook sẽ tham gia phần 2 với tư cách là nam chính mới. Buổi đọc kịch bản đầu tiên diễn ra vào ngày 23 tháng 5 năm 2018 tại Studio Dragon ở Sangam-dong, Seoul, Hàn Quốc. Trong buổi họp báo của phần 2, đạo diễn Lee Seung-young đã chia sẻ rằng phần 2 sẽ có 12 tập vì biên kịch đã nghĩ đến việc làm tiếp phần 3.
Vào tháng 9 năm 2018, đài OCN chính thức xác nhận phần 3 sẽ được phát sóng vào nửa đầu năm 2019, Lee Ha-na và Lee Jin-wook xác nhận sẽ tiếp tục đóng vai diễn của mình ở phần 2. Buổi đọc kịch bản đầu tiên diễn ra vào tháng 2 năm 2019 tại Studio Dragon ở Sangam-dong, Seoul, Hàn Quốc.

## Tỷ suất người xem

### Phần 1
| Xếp hạng trung bình lượng người xem truyền hình (phần 1) | Xếp hạng trung bình lượng người xem truyền hình (phần 1) | Xếp hạng trung bình lượng người xem truyền hình (phần 1)                                        | Xếp hạng trung bình lượng người xem truyền hình (phần 1) | Xếp hạng trung bình lượng người xem truyền hình (phần 1) | Xếp hạng trung bình lượng người xem truyền hình (phần 1) |
| Tập | Ngày phát sóng                                           | Tiêu đề                                                                                         | Tỷ lệ khán giả trung bình                                | Tỷ lệ khán giả trung bình                                | Tỷ lệ khán giả trung bình                                |
| Tập | Ngày phát sóng                                           | Tiêu đề                                                                                         | TNmS                                                     | AGB Nielsen                                              | AGB Nielsen                                              |
| Tập | Ngày phát sóng                                           | Tiêu đề                                                                                         | Toàn quốc                                                | Toàn quốc                                                | Seoul                                                    |
| --- | -------------------------------------------------------- | ----------------------------------------------------------------------------------------------- | -------------------------------------------------------- | -------------------------------------------------------- | -------------------------------------------------------- |
| 1 | 14/01/2017                                               | A Voice in the Dark (어둠 속의 목소리)                                                          | 1.6%                                                     | 2.346%                                                   | 2.397%                                                   |
| 2 | 15/01/2017                                               | Healing Mother's Two Faces (힐링마마의 두 얼굴)                                                 | 2.1%                                                     | 2.986%                                                   | 2.267%                                                   |
| 3 | 21/01/2017                                               | Healing Mother's Two Faces (힐링마마의 두 얼굴)                                                 | 4.9%                                                     | 5.406%                                                   | 5.383%                                                   |
| 4 | 22/01/2017                                               | Dark Generic Bell Sound: The Secret of the Chocolate Box (어둠 속의 벨소리 #초콜릿 상자의 비밀) | 2.9%                                                     | 3.226%                                                   | 2.967%                                                   |
| 5 | 04/02/2017                                               | Dark Generic Bell Sound: The Secret of the Chocolate Box (어둠 속의 벨소리 #초콜릿 상자의 비밀) | 4.3%                                                     | 5.339%                                                   | 5.540%                                                   |
| 6 | 05/02/2017                                               | Secret of the Trash House: The Pupil in the Wall (쓰레기집의 비밀 #벽속의 눈동자)               | 3.1%                                                     | 4.236%                                                   | 3.130%                                                   |
| 7 | 11/02/2017                                               | Secret of the Trash House: The Pupil in the Wall (쓰레기집의 비밀 #벽속의 눈동자)               | 4.4%                                                     | 4.032%                                                   | 3.541%                                                   |
| 8 | 12/02/2017                                               | Secret of the Trash House: The Pupil in the Wall (쓰레기집의 비밀 #벽속의 눈동자)               | 4.0%                                                     | 4.663%                                                   | 4.354%                                                   |
| 9 | 18/02/2017                                               | Secret of the Trash House: The Pupil in the Wall (쓰레기집의 비밀 #벽속의 눈동자)               | 4.4%                                                     | 4.974%                                                   | 5.380%                                                   |
| 10 | 19/02/2017                                               | Devil's Whisperer (악마의 속삭임)                                                               | 4.3%                                                     | 5.358%                                                   | 5.956%                                                   |
| 11 | 25/02/2017                                               | Devil's Whisperer (악마의 속삭임)                                                               | 4.1%                                                     | 4.192%                                                   | 4.396%                                                   |
| 12 | 26/02/2017                                               | A Call from the Fiery Pit (지옥으로부터 온 전화)                                                | 4.3%                                                     | 4.654%                                                   | 5.203%                                                   |
| 13 | 04/032017                                                | The Birth of Satan (마왕의 탄생)                                                                | 4.0%                                                     | 3.886%                                                   | 4.061%                                                   |
| 14 | 05/03/2017                                               | The Birth of Satan (마왕의 탄생)                                                                | 3.9%                                                     | 5.132%                                                   | 4.948%                                                   |
| 15 | 11/03/2017                                               | For the Last Golden Time (마지막 골든타임을 위하여)                                             | 3.4%                                                     | 4.222%                                                   | 4.758%                                                   |
| 16 | 12/03/2017                                               | For the Last Golden Time (마지막 골든타임을 위하여)                                             | 4.4%                                                     | 5.055%                                                   | 5.601%                                                   |
| Trung bình | Trung bình                                               | Trung bình                                                                                      | 3.8%                                                     | 4.357%                                                   | 4.368%                                                   |
| - Trong bảng trên, các số màu xanh thể hiện xếp hạng thấp nhất và các số màu đỏ thể hiện xếp hạng cao nhất. - Bộ phim này được phát sóng trên một kênh truyền hình cáp / truyền hình trả tiền thường có lượng khán giả tương đối thấp hơn so với các đài truyền hình công cộng / truyền hình miễn phí (KBS, SBS, MBC và EBS). - Tập 5 và 6 đã bị hoãn do phải phát sóng đặc biệt Tết Triều Tiên. |                                                          |                                                                                                 |                                                          |                                                          |                                                          |

### Phần 2
| Xếp hạng trung bình lượng người xem truyền hình (phần 2) | Xếp hạng trung bình lượng người xem truyền hình (phần 2) | Xếp hạng trung bình lượng người xem truyền hình (phần 2) | Xếp hạng trung bình lượng người xem truyền hình (phần 2) | Xếp hạng trung bình lượng người xem truyền hình (phần 2) | Xếp hạng trung bình lượng người xem truyền hình (phần 2) |
| Tập | Ngày phát sóng                                           | Tỷ lệ khán giả trung bình                                | Tỷ lệ khán giả trung bình                                | Tỷ lệ khán giả trung bình                                | Tỷ lệ khán giả trung bình                                |
| Tập | Ngày phát sóng                                           | AGB Nielsen                                              | AGB Nielsen                                              | TNmS                                                     |                                                          |
| Tập | Ngày phát sóng                                           | Toàn quốc                                                | Seoul                                                    | Toàn quốc                                                |                                                          |
| --- | -------------------------------------------------------- | -------------------------------------------------------- | -------------------------------------------------------- | -------------------------------------------------------- | -------------------------------------------------------- |
| 1 | 11/08/2018                                               | 3.938%                                                   | 4.579%                                                   | 4.2%                                                     |                                                          |
| 2 | 12/08/2018                                               | 4.699%                                                   | 5.553%                                                   | 5.0%                                                     |                                                          |
| 3 | 18/08/2018                                               | 4.462%                                                   | 5.165%                                                   | 4.9%                                                     |                                                          |
| 4 | 19/08/2018                                               | 4.950%                                                   | 5.737%                                                   | 5.8%                                                     |                                                          |
| 5 | 25/08/2018                                               | 5.156%                                                   | 5.627%                                                   | 5.8%                                                     |                                                          |
| 6 | 26/08/2018                                               | 5.427%                                                   | 5.599%                                                   | 6.4%                                                     |                                                          |
| 7 | 01/09/2018                                               | 2.440%                                                   | 2.647%                                                   | —                                                        |                                                          |
| 8 | 02/09/2018                                               | 5.119%                                                   | 5.670%                                                   | —                                                        |                                                          |
| 9 | 08/09/2018                                               | 4.389%                                                   | 4.526%                                                   | —                                                        |                                                          |
| 10 | 09/09/2018                                               | 6.001%                                                   | 7.388%                                                   | —                                                        |                                                          |
| 11 | 15/09/2018                                               | 5.506%                                                   | 5.999%                                                   | 6.8%                                                     |                                                          |
| 12 | 16/09/2018                                               | 7.086%                                                   | 8.275%                                                   | 8.4%                                                     |                                                          |
| Trung bình | Trung bình                                               | 4.931%                                                   | 5.564%                                                   | —                                                        |                                                          |
| - N/A biểu thị không có số liệu. - Trong bảng trên, các số màu xanh thể hiện xếp hạng thấp nhất và các số màu đỏ thể hiện xếp hạng cao nhất. - Bộ phim này được phát sóng trên một kênh truyền hình cáp / truyền hình trả tiền thường có lượng khán giả tương đối thấp hơn so với các đài truyền hình công cộng / truyền hình miễn phí (KBS, SBS, MBC và EBS). |                                                          |                                                          |                                                          |                                                          |                                                          |

### Phần 3
| Xếp hạng trung bình lượng người xem truyền hình (phần 3) | Xếp hạng trung bình lượng người xem truyền hình (phần 3) | Xếp hạng trung bình lượng người xem truyền hình (phần 3) | Xếp hạng trung bình lượng người xem truyền hình (phần 3) | Xếp hạng trung bình lượng người xem truyền hình (phần 3) | Xếp hạng trung bình lượng người xem truyền hình (phần 3) |
| Tập | Ngày phát sóng                                           | Tỷ lệ khán giả trung bình (AGB Nielsen)                  | Tỷ lệ khán giả trung bình (AGB Nielsen)                  |                                                          |                                                          |
| Tập | Ngày phát sóng                                           | Toàn quốc                                                | Seoul                                                    |                                                          |                                                          |
| --- | -------------------------------------------------------- | -------------------------------------------------------- | -------------------------------------------------------- | -------------------------------------------------------- | -------------------------------------------------------- |
| 1 | 11/05/2019                                               | 3.174%                                                   | 4.161%                                                   |                                                          |                                                          |
| 2 | 12/05/2019                                               | 4.979%                                                   | 6.000%                                                   |                                                          |                                                          |
| 3 | 18/05/2019                                               | 3.762%                                                   | 4.656%                                                   |                                                          |                                                          |
| 4 | 19/05/2019                                               | 4.477%                                                   | 5.835%                                                   |                                                          |                                                          |
| 5 | 25/05/2019                                               | 3.501%                                                   | 4.510%                                                   |                                                          |                                                          |
| 6 | 26/05/2019                                               | 5.357%                                                   | 6.529%                                                   |                                                          |                                                          |
| 7 | 01/06/2019                                               | 3.862%                                                   | 5.357%                                                   |                                                          |                                                          |
| 8 | 02/06/2019                                               | 4.370%                                                   | 5.574%                                                   |                                                          |                                                          |
| 9 | 08/06/2019                                               | 3.972%                                                   | 5.149%                                                   |                                                          |                                                          |
| 10 | 09/06/2019                                               | 4.441%                                                   | 5.615%                                                   |                                                          |                                                          |
| 11 | 15/06/2019                                               | 3.445%                                                   | 4.643%                                                   |                                                          |                                                          |
| 12 | 16/06/2019                                               | 4.477%                                                   | 5.863%                                                   |                                                          |                                                          |
| 13 | 22/06/2019                                               | 3.885%                                                   | 5.392%                                                   |                                                          |                                                          |
| 14 | 23/06/2019                                               | 4.808%                                                   | 5.970%                                                   |                                                          |                                                          |
| 15 | 29/06/2019                                               | 4.054%                                                   | 5.509%                                                   |                                                          |                                                          |
| 16 | 30/06/2019                                               | 5.517%                                                   | 6.366%                                                   |                                                          |                                                          |
| Trung bình | Trung bình                                               | 4.255%                                                   | 5.446%                                                   |                                                          |                                                          |
| - Trong bảng trên, các số màu xanh thể hiện xếp hạng thấp nhất và các số màu đỏ thể hiện xếp hạng cao nhất. - Bộ phim này được phát sóng trên một kênh truyền hình cáp / truyền hình trả tiền thường có lượng khán giả tương đối thấp hơn so với các đài truyền hình công cộng / truyền hình miễn phí (KBS, SBS, MBC và EBS). |                                                          |                                                          |                                                          |                                                          |                                                          |

### Phần 4
| 1 | 18/06/2021  | 3.155% (2nd) | 3.355% (2nd) |
| 2 | 19/06/2021  | 3.205% (2nd) | 3.248% (2nd) |
| 3 | 25/06/20211 | 3.391% (1st) | 3.728% (1st) |
| 4 | 25/06/2021  | 3.885% (2nd) | 4.245% (2nd) |
| 5 | 02/07/2021  | 3.815% (1st) | 4.320% (1st) |
| 6 | 03/07/2021  | 3.964% (2nd) | 4.142% (2nd) |
| 7 | 09/07/2021  | 3.658% (1st) | 4.237% (1st) |
| 8 | 10/07/2021  | 3.685% (2nd) | 3.619% (3rd) |
| 9 | 16/07/2021  | 3.227% (1st) | 3.393% (1st) |
| 10 | 17/07/2021  | 4.001% (2nd) | 4.164% (2nd) |
| 11 | 23/07/2021  | 3.762% (1st) | 3.876% (1st) |
| 12 | 24/07/2021  | 3.294% (3rd) | 3.345% (3rd) |
| 13 | 30/07/2021  | 3.418% (2nd) | 3.509% (2nd) |
| 14 | 31/07/2021  | 4.372%(2nd)  | 4.513%(2nd)  |
| Trung bình | Trung bình  | 3.631%       | 3.835%       |
| - Trong bảng trên, các số màu xanh thể hiện xếp hạng thấp nhất và các số màu đỏ thể hiện xếp hạng cao nhất. - Bộ phim này được phát sóng trên một kênh truyền hình cáp / truyền hình trả tiền thường có lượng khán giả tương đối thấp hơn so với các đài truyền hình công cộng / truyền hình miễn phí (KBS, SBS, MBC và EBS). |             |              |              |

## Thông tin thêm
Xếp hạng tỉ suất người xem cho phần 1 đã thiết lập kỷ lục mới cho các bộ phim truyền hình OCN khi phát sóng tại Hàn Quốc, là một trong những bộ phim truyền hình được đánh giá cao nhất trong lịch sử truyền hình cáp Hàn Quốc và đứng đầu trong số các bộ phim truyền hình cáp trong nhiều tuần liên tiếp.
Sau khi phát sóng, phần 2 đã lập kỷ lục về tỷ suất người xem cao nhất của một bộ phim truyền hình OCN. Mặc dù số tập ngắn nhưng phần 2 đã vượt qua xếp hạng của phần 2 và trở thành phim truyền hình OCN có tỷ suất người xem cao nhất, phá vỡ kỷ lục về lượng người xem trước đó do phim Tunnel (2017) nắm giữ.
OCN thông báo rằng quyền VOD của Giọng nói đã được bán cho 56 quốc gia bao gồm Hoa Kỳ, Canada, Pháp, Thụy Sĩ, Hồng Kông, Singapore,...
Khi phát sóng được nửa chặng đường, người xem gửi kiến nghị lên hội đồng kiểm duyệt phim ảnh Hàn Quốc trong phim có có cảnh bạo lực quá mức. Đài OCN sau đó đã thay đổi từ bản gốc là 15+ thành 19+ cho các tập 11, 12 và 16 để làm cho câu chuyện trở nên thực tế nhất có thể.

### Địa điểm quay phim

#### Phần 2
- Heonhwa-ro, tỉnh Gangwon
- Nghĩa trang quốc gia Daejeon
- Hwangsando Fish Market

## Nhạc phim
Part 1
| Phát hành ngày 5 tháng 2 năm 2017 | Phát hành ngày 5 tháng 2 năm 2017 | Phát hành ngày 5 tháng 2 năm 2017 | Phát hành ngày 5 tháng 2 năm 2017 |
| STT                               | Nhan đề                           | Ca sĩ                             | Thời lượng                        |
| --------------------------------- | --------------------------------- | --------------------------------- | --------------------------------- |
| 1.                                | "Word Up"                         | Kim Young-geun                    | 03:13                             |
| 2.                                | "Word Up" (Inst.)                 |                                   | 03:13                             |

Part 2
| Phát hành ngày 19 tháng 2 năm 2017 | Phát hành ngày 19 tháng 2 năm 2017 | Phát hành ngày 19 tháng 2 năm 2017 | Phát hành ngày 19 tháng 2 năm 2017 |
| STT                                | Nhan đề                            | Ca sĩ                              | Thời lượng                         |
| ---------------------------------- | ---------------------------------- | ---------------------------------- | ---------------------------------- |
| 1.                                 | "Voice (목소리)"                   | Kim Yoon-ah                        | 03:45                              |
| 2.                                 | "Voice" (Inst.)                    |                                    | 03:45                              |

Part 3
| Phát hành ngày 5 tháng 3 năm 2017 | Phát hành ngày 5 tháng 3 năm 2017 | Phát hành ngày 5 tháng 3 năm 2017 | Phát hành ngày 5 tháng 3 năm 2017 |
| STT                               | Nhan đề                           | Ca sĩ                             | Thời lượng                        |
| --------------------------------- | --------------------------------- | --------------------------------- | --------------------------------- |
| 1.                                | "My Ears Are Open (내 귀는 열려)" | Changmo                           | 04:18                             |
| 2.                                | "My Ears Are Open" (Inst.)        |                                   | 04:18                             |

| STT | Nhan đề                                        | Ca sĩ           | Thời lượng |
| --- | ---------------------------------------------- | --------------- | ---------- |
| 1.  | "목소리" (Voice)                               | Kim Yeon-ji     |            |
| 2.  | "I Got Your Back"                              | Black Nine      |            |
| 3.  | "I Hear You"                                   | Yeseo           |            |
| 4.  | "Perfect Asymmetry"                            | Desolate Circle |            |
| 5.  | "Let Me Hear Your Voice"                       | myunDo          |            |
| 6.  | "Stay There"                                   | Dmeanor         |            |
| 7.  | "I Can Hear You (Voice Main Title Metal ver.)" | Gaemi           |            |
| 8.  | "Shork"                                        | Lee Seong-goo   |            |
| 9.  | "Run Over"                                     | Park Jung-hwan  |            |
| 10. | "Devils"                                       | Park Yoon-seo   |            |
| 11. | "Here I Am"                                    | Park Mi-sun     |            |
| 12. | "Go to Hell"                                   | Lee Gun-young   |            |
| 13. | "Mask Man"                                     | Gaemi           |            |
| 14. | "I Can Hear You (Light ver.)"                  | Gaemi           |            |
| 15. | "Sentimental"                                  | Lee Kyu-ok      |            |
| 16. | "Run Over 2"                                   | Park Jung-hwan  |            |

### Phần 4

#### Part 1
| Phát hành ngày 26 tháng 6 năm 2021 | Phát hành ngày 26 tháng 6 năm 2021 | Phát hành ngày 26 tháng 6 năm 2021 | Phát hành ngày 26 tháng 6 năm 2021 | Phát hành ngày 26 tháng 6 năm 2021 | Phát hành ngày 26 tháng 6 năm 2021 |
| STT                                | Nhan đề                            | Phổ lời                            | Phổ nhạc                           | Ca sĩ                              | Thời lượng                         |
| ---------------------------------- | ---------------------------------- | ---------------------------------- | ---------------------------------- | ---------------------------------- | ---------------------------------- |
| 1.                                 | "Coming to You"                    | RGBY                               | RGBY                               | GRASS                              | 3:12                               |
| 2.                                 | "Coming to You" (Inst.)            |                                    |                                    |                                    | 3:12                               |

#### Part 2
| Phát hành ngày 2 tháng 7 năm 2021 | Phát hành ngày 2 tháng 7 năm 2021 | Phát hành ngày 2 tháng 7 năm 2021 | Phát hành ngày 2 tháng 7 năm 2021 | Phát hành ngày 2 tháng 7 năm 2021 | Phát hành ngày 2 tháng 7 năm 2021 |
| STT                               | Nhan đề                           | Phổ lời                           | Phổ nhạc                          | Ca sĩ                             | Thời lượng                        |
| --------------------------------- | --------------------------------- | --------------------------------- | --------------------------------- | --------------------------------- | --------------------------------- |
| 1.                                | "Your Voice"                      | Bang Bang-seon , Eo Ji-hye        | ELDORADO                          | Kang Seung-yoon                   | 3:45                              |
| 2.                                | "Your Voice" (Inst.)              |                                   |                                   |                                   | 3:45                              |

#### Part 3
| Phát hành ngày 10 tháng 7 năm 2021 | Phát hành ngày 10 tháng 7 năm 2021 | Phát hành ngày 10 tháng 7 năm 2021 | Phát hành ngày 10 tháng 7 năm 2021 | Phát hành ngày 10 tháng 7 năm 2021 | Phát hành ngày 10 tháng 7 năm 2021 |
| STT                                | Nhan đề                            | Phổ lời                            | Phổ nhạc                           | Ca sĩ                              | Thời lượng                         |
| ---------------------------------- | ---------------------------------- | ---------------------------------- | ---------------------------------- | ---------------------------------- | ---------------------------------- |
| 1.                                 | "No Way to Go"                     | Nuvocity                           | Nuvocity                           | KLANG                              | 3:26                               |
| 2.                                 | "No Way to Go" (Inst.)             |                                    |                                    |                                    | 3:26                               |

#### Part 4
| Phát hành ngày 17 tháng 7 năm 2021 | Phát hành ngày 17 tháng 7 năm 2021 | Phát hành ngày 17 tháng 7 năm 2021 | Phát hành ngày 17 tháng 7 năm 2021 | Phát hành ngày 17 tháng 7 năm 2021 | Phát hành ngày 17 tháng 7 năm 2021 |
| STT                                | Nhan đề                            | Phổ lời                            | Phổ nhạc                           | Ca sĩ                              | Thời lượng                         |
| ---------------------------------- | ---------------------------------- | ---------------------------------- | ---------------------------------- | ---------------------------------- | ---------------------------------- |
| 1.                                 | "Hear for You"                     | Hong Ji-hyun                       | Hong Ji-hyun                       | Elaine                             | 4:00                               |
| 2.                                 | "Hear for You" (Inst.)             |                                    |                                    |                                    | 4:00                               |

#### Part 5
| Phát hành ngày 23 tháng 7 năm 2021 | Phát hành ngày 23 tháng 7 năm 2021 | Phát hành ngày 23 tháng 7 năm 2021 | Phát hành ngày 23 tháng 7 năm 2021                    | Phát hành ngày 23 tháng 7 năm 2021 | Phát hành ngày 23 tháng 7 năm 2021 |
| STT                                | Nhan đề                            | Phổ lời                            | Phổ nhạc                                              | Ca sĩ                              | Thời lượng                         |
| ---------------------------------- | ---------------------------------- | ---------------------------------- | ----------------------------------------------------- | ---------------------------------- | ---------------------------------- |
| 1.                                 | "Promise You"                      | Hana Choi (CLEF), CLEF CREW        | Seong-hee Kim (CLEF), Park Soo-yeon (CLEF), CLEF CREW | Kim Jae-hwan                       | 3:12                               |
| 2.                                 | "Promise You" (Inst.)              |                                    |                                                       |                                    | 3:12                               |

## Remake
Bản remake của bộ phim tại Nhật Bản với tên Voice: 110 Emergency Control Room, được phát sóng từ ngày 13 tháng 7 đến ngày 19 tháng 9 năm 2019 trên Nippon TV lúc 22:00 JST.
Bản remake của bộ phim tại Thái Lan với có tên Voice สัมผัส เสียง มรณะ, được phát sóng từ ngày 4 tháng 11 đến ngày 24 tháng 12 năm 2019 trên kênh True4U.